# Сарва (река)
Сарва (баш. Саруа) — река, правый приток реки Салдыбаш, памятник природы (1985). Длина — 15 км. Площадь бассейна — 294 км².
Сарва берёт начало на северо-западном склоне хребта Каратау на границе Башкортостана и Челябинской области. Река Сарва протекает с северо-востока на юго-запад по территории Нуримановского района Республики Башкортостан и впадает в реку Салдыбаш (приток Уфы) в 36 км от её устья.
Бассейн реки находится в пределах Уфимского плато, его лесистость составляет 90 %.
Длина русла реки, имеющего постоянный сток, составляет около 15 км. У Сарвы несколько истоков. Главный из них — речка Саула, стекающая с Каратау, через 5 км пропадает в трещине, едва попав с песчаников хребта в известняки Уфимского плато. В верховьях — это карстовая река Саулла, которая через 5 км уходит под землю и на протяжении 28 км русло не имеет постоянного стока воды и состоит из суходолов Аликудра, Аликудринский и их притоков Каримовский, Алёшкин, Усаклинский, Травяной, Красный Камень, Мочальный, Аскан и других. Все нагорье выше Сарвы испещрено воронками и слепыми логами. Что говорит о том, водосбором Сарвы является вся территория, лежащая на восток от карстового источника.
В среднем течении (у деревни Сарва) река разгружается в Сарвинское озеро. Длина около 60 м, ширина 30 м, а глубина достигает 52 м.

## Данные водного реестра
По данным государственного водного реестра России относится к Камскому бассейновому округу, водохозяйственный участок реки — Уфа от Павловского гидроузла до водомерного поста посёлка городского типа Шакша, речной подбассейн реки — Белая. Речной бассейн реки — Кама.
Код объекта в государственном водном реестре — 10010201212111100023858.